# اچ‌ام‌اس کاساک (اف۰۳)
اچ‌ام‌اس کازاک (اف۰۳) (به انگلیسی: HMS Cossack (F03)) یک زیردریایی بود که طول آن ۳۶۴ فوت ۸ اینچ (۱۱۱٫۱۵ متر) بود. این زیردریایی در سال ۱۹۳۷ ساخته شد.